# Retablo cerámico de San Juan Bautista
El retablo cerámico de San Juan Bautista, en Villahermosa del Río, en la comarca del Alto Mijares es un panel cerámico ritual, catalogado, de manera genérica, como Bien de Relevancia Local según la Disposición Adicional Quinta de la Ley 5/2007, de 9 de febrero, de la Generalitat, de modificación de la Ley 4/1998, de 11 de junio, del Patrimonio Cultural Valenciano (DOCV Núm. 5.449 / 13/02/2007).

## Descripción
Se trata de un retablo que en su origen debía presentar forma rectangular de 4 piezas de ancho por tres de largo de las que solamente quedan cuatro de 0.2 metros de lado. Las piezas se ubican en una hornacina rectangular y aspecto sobrio, que al final queda en forma cuadrangular de unos 0.4 metros de lado.
La obra se encuentra en la fachada del edificio sito en la calle Alta número 28, y presenta al santo en el momento del bautismo de Jesús, vestido con tan solo la piel de cordero y acompañado por su cayado en forma de cruz con el símbolo del Agnus Dei a modo de filacteria, mientras arroja agua con una concha en la cabeza de Jesús, que se presenta en la estampa de rodillas y semidesnudo uniendo sus manos al pecho. Del panel original solamente quedan cuatro piezas de las 12 aproximadamente que debió tener en un principio. Todo en cuadro se enmarca en un paisaje típico de la situación, con el río Jordán y las montañas al fondo.